# Gebert Rüf Stiftung

Das Logo der Stiftung

Die Gebert Rüf Stiftung wurde 1997 vom Unternehmer Heinrich Gebert (1917–2007) als Wissenschafts- und Innovationsstiftung mit einem Startkapital von CHF 220 Mio. gegründet. Ihr Ziel ist, «die Schweiz als Wirtschafts- und Lebensraum» zu stärken (Zweckartikel). Als private Förderagentur unterstützt sie unternehmerische und der Wirkung verpflichtete Projekte gemäss ihrem Leitspruch «Wissenschaft.Bewegen».

## Ziele
Gemäss ihrem Leitbild fördert sie Innovation zum Nutzen der Schweizer Wirtschaft und Gesellschaft. Mit einem jährlichen Budget von CHF 15 Mio. ermöglicht sie, unternehmerische Wissenschafts- und Bildungsprojekte umzusetzen.

## Organisation
Der Gebert Rüf Stiftung steht ein interdisziplinär zusammengesetzter Stiftungsrat vor, dessen Mitglieder für vier Jahre gewählt sind mit einem Alterslimite von 72 Jahren. In den Stiftungsrat werden gesellschaftlich engagierte Persönlichkeiten aus Bildung, Forschung und Innovation berufen. Präsident ist gegenwärtig Roland Siegwart (Professor für «Autonomous Systems», ETH Zürich; Co-Direktor des Wyss Zurich), Vizepräsidentin ist Monika Bütler (Direktorin des Schweizerischen Instituts für Empirische Wirtschaftsforschung an der Universität St. Gallen). Die operative Tätigkeit ist in der Verantwortung der Geschäftsstelle. Diese besteht aus vier Mitarbeitenden und wird von der Direktorin Pascale Vonmont geleitet.
Die Stiftung ist unabhängig von politischen, weltanschaulichen und wirtschaftlichen Interessen. Sie orientiert sich am Swiss Foundation Code.

## Aktivitäten
Seit ihren Anfängen bewirtschaftet die Gebert Rüf Stiftung die Lücke zwischen Grundlagenforschung und Markt. Sie positioniert sich im sogenannten «Tal der Tränen», wo für viele innovative Projekte die Förderkette abreisst, keine Forschungsgelder mehr zur Verfügung stehen und noch kein Venture Kapital in Sicht ist. Mit der «Pilotförderung» wurde diese Förderlücke von 1998 bis 2018 mit insgesamt CHF 70 Mio. bewirtschaftet. Dieses themenoffene Fördergefäss adressierte innovative und gesamtschweizerisch relevante Projekte mit ausgewiesenem Pilotcharakter. Durch die Lancierung des von SNF und Innosuisse gemeinsam geführten Förderprogramms BRIDGE wurde diese Lücke nach 20 Jahren geschlossen. Die Stiftung hat ihr diesbezügliches Ziel erreicht. In den 25 Jahren seit der Gründung hat diese Stiftung knapp 1300 Projekte mit 258 Millionen Franken unterstützt. Etwa 200 Jungfirmen sind dank solcher Unterstützung entstanden. Noch sind 2023 86 Millionen Franken Stiftungsvermögen vorhanden.
Um mit ihren Förderaktivitäten weiterhin nachhaltige Wirkung zu erzielen, stützt sich die Gebert Rüf Stiftung auf eine handlungsfeldgestützte Förderstrategie. Sie lanciert regelmässig neue Themen. 
Die neun laufenden Handlungsfelder sind in vier Zielbereiche gruppiert und bilden zusammen das mittelfristige Fördercluster der Gebert Rüf Stiftung. Dabei geht sie nicht isoliert vor, sondern vernetzt ihre Aktivitäten untereinander sowie in einer Reihe von Projektpartnerschaften, womit sie eine grössere Wirksamkeit ihrer Fördertätigkeit erreichen will.
- Wissenschaft und Unternehmertum: Wie kann Wissenschaft in der Praxis, Gesellschaft, Wirtschaft wirksam werden?
- Bildung und Unternehmertum: Wie können im digitalen Zeitalter neue Formen von Bildung und Unterricht umgesetzt werden?
- Wissenschaft und Öffentlichkeit: Wie kann die Resonanz von Wissenschaft mehr gesellschaftliche Breite erreichen?
- Stiftung und Schweiz: Wie kann sich der Stiftungsstandort Schweiz in der Kombination von liberalen, gesetzlichen Rahmenbedingungen und Leistungsorientierung robust entwickeln?

Im Förderbereich «Wissenschaft & Unternehmertum» hat die Gebert Rüf Stiftung in den vergangenen 20 Jahren wesentliche Initiativen angeschoben und vernetzt: Zu nennen sind hier insbesondere NETS (heute CTI Entrepreneurship und Venture Leaders) und Venture Kick.